# محمود ابوورده
محمود ابوورده (عربی: محمود أبو وردة؛ زادهٔ ۳۱ مهٔ ۱۹۹۵) بازیکن فوتبال است.
وی همچنین در تیم‌های ملی فوتبال زیر ۲۰ سال، زیر ۲۳ سال و بزرگسالان فلسطین بازی کرده‌است.